# Sybaldia rozesłana
Sybaldia rozesłana (Sibbaldia procumbens L.) – gatunek rośliny z rodziny różowatych (Rosaceae).

## Rozmieszczenie geograficzne
Gatunek cyrkumborealny, arktyczno-alpejski. Występuje w Ameryce Północnej, Azji i Europie. W Europie występuje w północnej Rosji, Szkocji, na Półwyspie Skandynawskim oraz w górach: Pireneje, Alpy, Apeniny, Wogezy, Jura, Karpaty, Góry Dynarskie i góry Korsyki i Półwyspu Bałkańskiego. Podano także jej izolowane stanowisko w obwodzie królewieckim. W Polsce gatunek ten podany został z 12 stanowisk, wszystkie w Tatrach Zachodnich, głównie w Czerwonych Wierchach. Do 2008 r. potwierdzono jego występowanie na 10 stanowiskach: Wyżnia Polana Tomanowa, Hala Upłaz, polana Upłaz, Mała Świstówka, pomiędzy Małą a Wielką Świstówką, Ciemniak, Krzesanica, Dolina Litworowa, okolice Małołąckiej Przełęczy, Kopa Kondracka, Wyżnia Kondracka Przełęcz.

## Morfologia
PokrójRoślina drobna i niepozorna. Tworzy niskie darnie o wysokości zaledwie 4 cm. Pod ziemią posiada rozgałęzione kłącze. Cała jest przylegająco owłosiona.
Liście3-listkowe, 3-(5)-ząbkowe, zebrane w różyczkę. Boczne listki całobrzegie, listek szczytowy ucięty. Maja kolor brudno-sino-zielony.
KwiatyNiepozorne. Na jednej roślinie wyrasta 3-6 drobnych, jasnożółtych kwiatów.

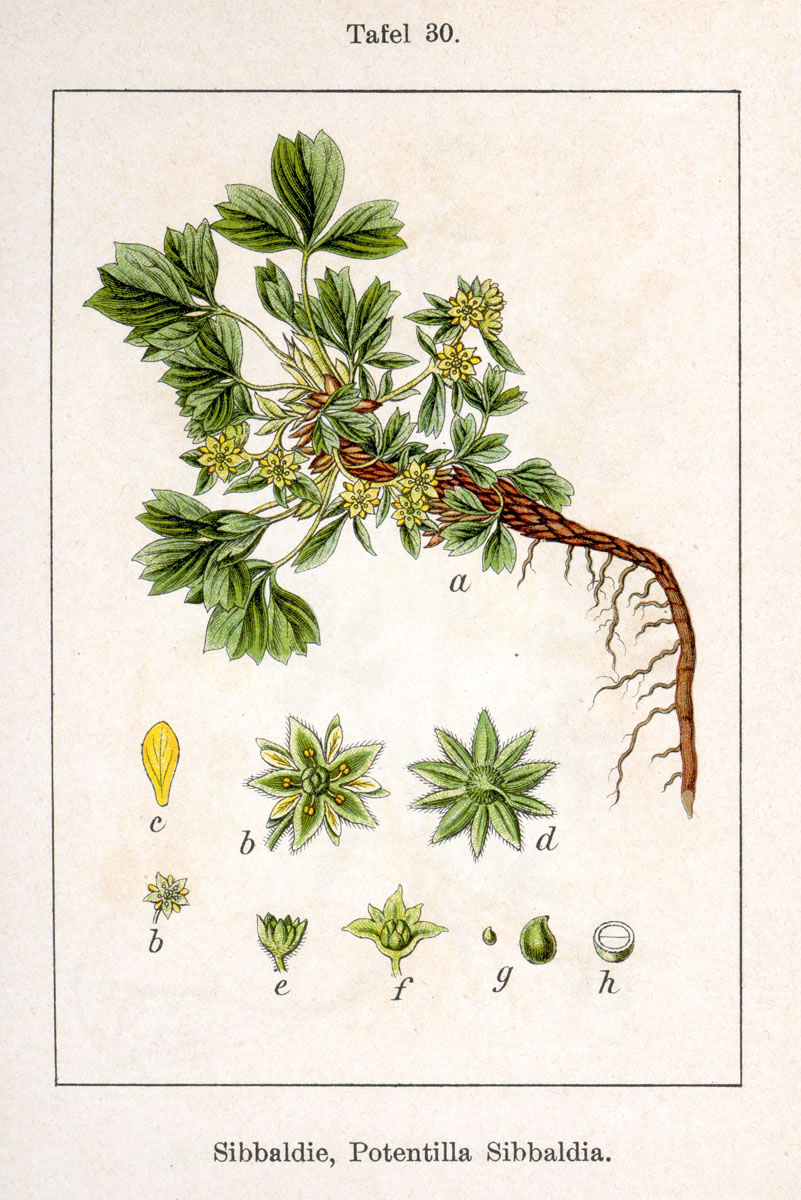
Morfologia
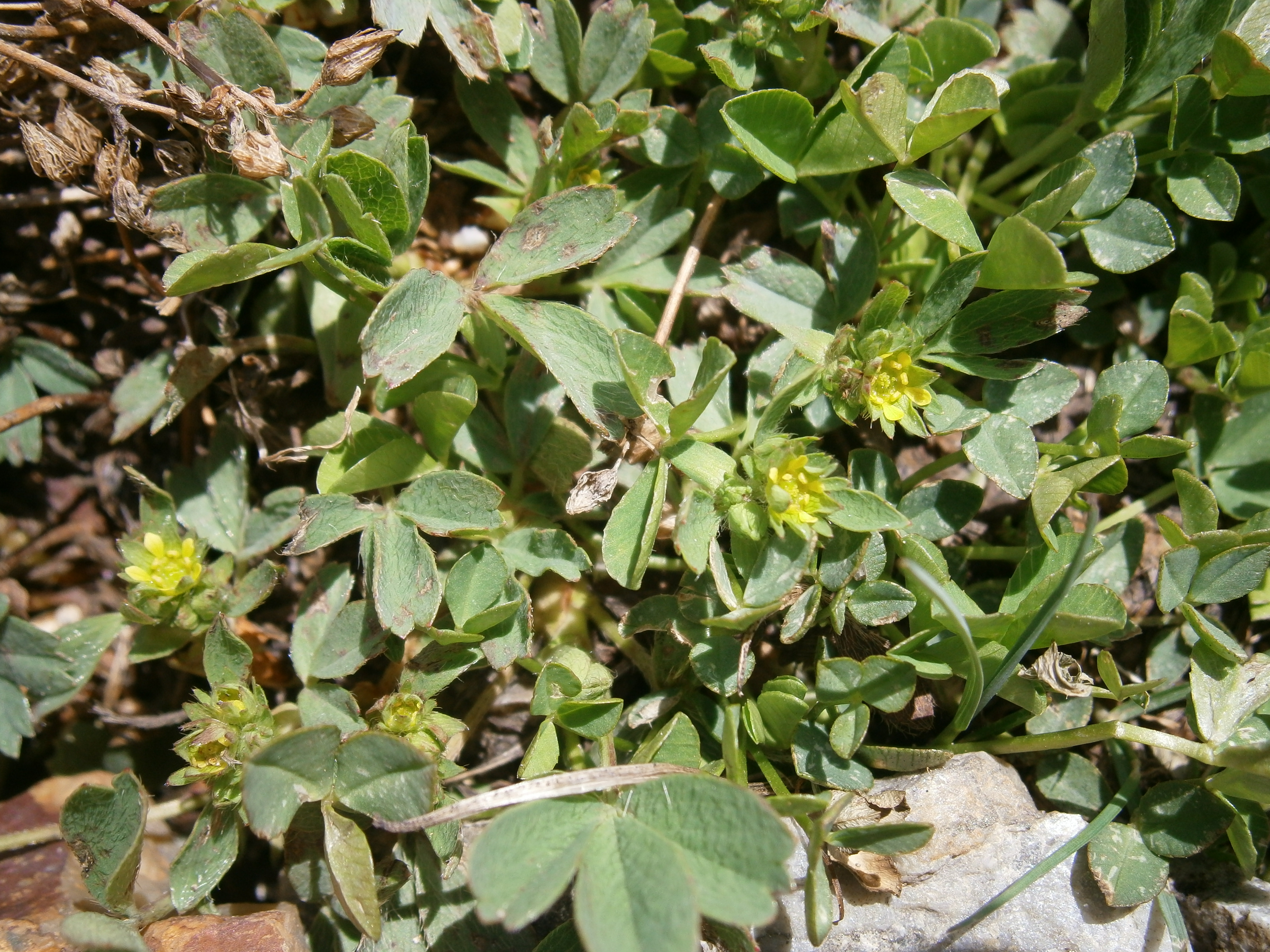
Pokrój
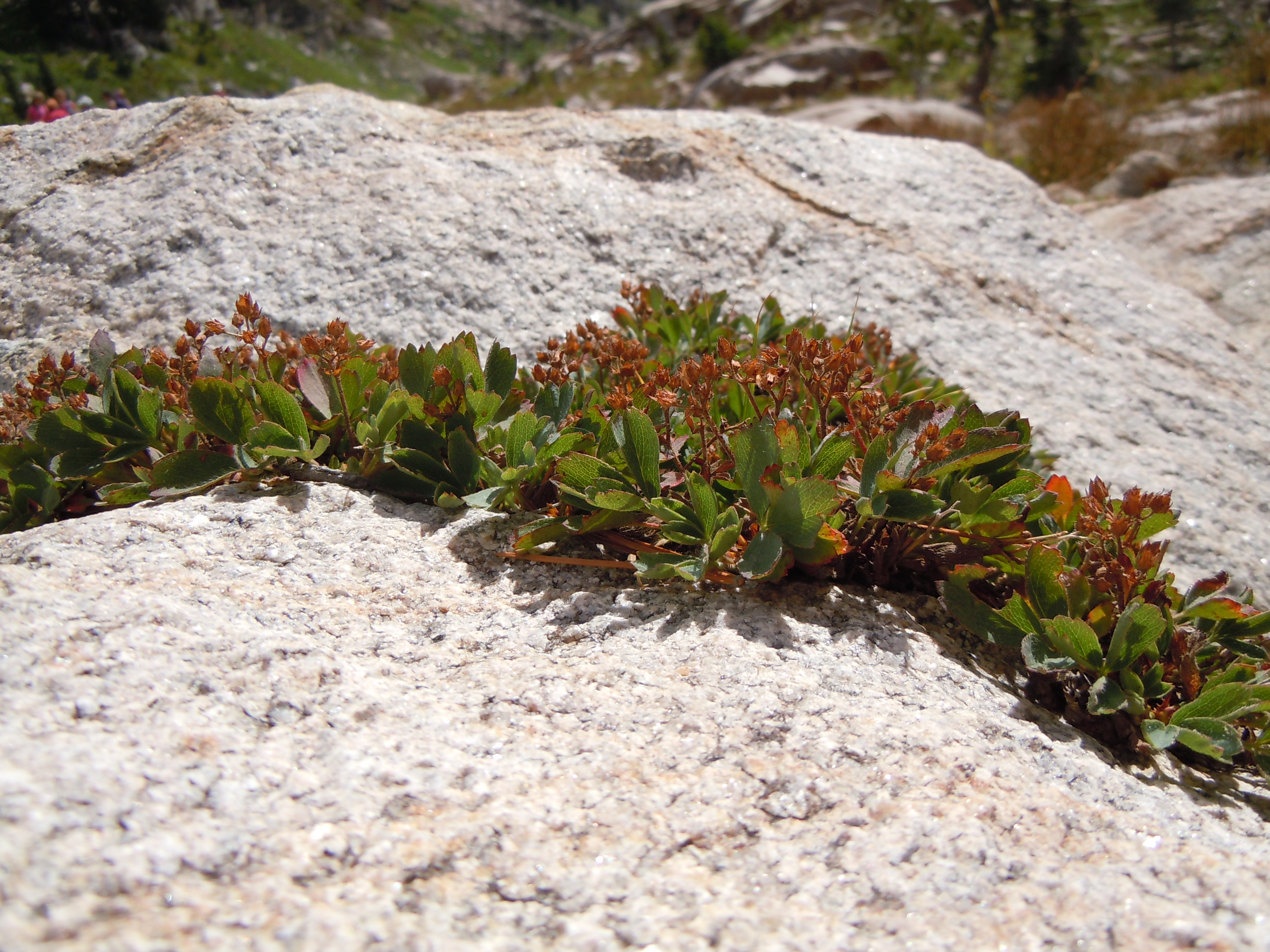
Rośliny z owocami

## Biologia i ekologia
Bylina, hemikryptofit. Orofit, występujący w Tatrach głównie w piętrze halnym. Występuje głównie na wyleżyskach, na podłożu bezwapiennym (mimo że występuje w rejonie Tatr zbudowanym z wapieni, to rośnie na płytkich, pokrywających wapienie silnie szkieletowych glebach o odczynie kwaśnym lub lekko kwaśnym). Gatunek charakterystyczny dla rzędu (O.) Salicetalia herbaceae i Ass. Salicetum herbaceae. Kwitnie od czerwca do sierpnia. Liczba chromosomów 2n = 14.

## Zagrożenia
Kategorie zagrożenia gatunku:
- Kategoria zagrożenia w Polsce według Czerwonej listy roślin i grzybów Polski (2006)[9]: R (rzadki); 2016: VU (narażony)[10].
- Kategoria zagrożenia w Polsce według Polskiej Czerwonej Księgi Roślin (2001, 2014): VU (narażony na wymarcie)[11].

Wszystkie stanowiska tej rośliny w Polsce znajdują się na obszarze Tatrzańskiego Parku Narodowego i większość z nich nie jest zagrożona. Zagrożone są jedynie 2 stanowiska: na polanie Upłaz z powodu jej zarastania i na Wyżniej Kondrackiej Przełęczy z powodu zadeptywania przez turystów.